# Ine Schäfferová
Inga „Ine“ Schäfferová, rozená Mayerová-Bojanaová, později Spreitzová (28. března 1923 – 19. března 2009 Victoria), byla rakouská atletka, která startovala hlavně ve vrhu koulí. Reprezentovala Rakousko na letních olympijských hrách v roce 1948, které se konaly v Londýně ve Spojeném království, kde získala bronzovou medaili. V roce 1952 emigrovala do Kanady a později vyučovala tělesnou výchovu v Britské Kolumbii. V roce 1953 se provdala za bývalého asistenta trenéra Karla Spreitze. Zemřela ve Victorii, BC v roce 2009.